# Arrenurus magnicaudatus
Arrenurus magnicaudatus är en kvalsterart som beskrevs av Marshall 1908. Arrenurus magnicaudatus ingår i släktet Arrenurus och familjen Arrenuridae. Inga underarter finns listade i Catalogue of Life.